# パウル・ギースラー
パウル・ギースラー（ドイツ語: Paul Giesler, 1895年6月15日 - 1945年5月8日）は、ドイツの政治家。国家社会主義ドイツ労働者党（ナチ党）の、南ヴェストファーレン大管区、ミュンヘン＝上バイエルン大管区の大管区指導者。バイエルン州首相。第二次世界大戦敗戦の直前、アドルフ・ヒトラーの遺書によって内務大臣に任命された。突撃隊隊員でもあり、最終階級は突撃隊大将である。

## 経歴

### 生い立ち
1895年6月15日にプロイセン王国ヴェストファーレン州のジーゲンにて建築家の息子として出生。弟に建築家であるヘルマン・ギースラーがいる。
第一次世界大戦においては、1914年から1918年まで兵役につき、最終的には少尉にまで昇進した。戦後の1919年に鉄兜団、前線兵士同盟に入り、1927年まで在籍した。同年、ダルムシュタットで建築学を学び、1922年から1933年まで建築家として働いた。同時に1925年から1927年にかけてジーゲンの退役軍人協会の指導者でもあった。

### 突撃隊
1922年にナチ党に入党し、同時に突撃隊に入隊した。1924年にはナチ党の演説者として活躍した。1928年1月1日に再入党し（党員番号72,741）、1929年にはジーゲン地区指導者および大管区演説者を務めた。1931年1月に突撃隊に再入隊し、1932年9月9日に突撃隊第130連隊の指導者に任命された。1933年4月にジーゲンの市議会議員となり、11月の総選挙で当選し選挙区18区（南ヴェストファーレン）選出のドイツ国会議員となった。1934年4月20日に突撃隊集団「ヴェストファーレン」の指導者代行を務めた。同年6月30日の長いナイフの夜事件においては休暇中であったため粛清から難を逃れた。
1935年5月15日に突撃隊旅団「オルデンブルク＝東フリースラント」指導者、1936年9月1日にはミュンヘンの突撃隊集団「ホッホラント」幕僚長、1938年7月2日からは突撃隊集団「アルペンラント」指導者を歴任した。1937年11月には突撃隊中将に昇進。1938年9月11日の第10回ナチ党党大会にも参加した。1939年から1940年まで予備役将校としてポーランド侵攻及びフランス侵攻に従軍した。

### 大管区指導者

#### 南ヴェストファーレン
1941年8月、大管区指導者に任命されるに相応しいかの評価を受けるためにミュンヘンの党官房に派遣され、大管区指導者代理の階級を与えられた。9月6日に常勤の党政治指導者となり、突撃隊の役職を辞し、突撃隊集団「アルペンラント」幕僚の突撃隊予備役指導者となった。11月9日より、失脚したヨーゼフ・ヴァグナーに代わって南ヴェストファーレン大管区指導者に任命された。

#### ミュンヘン＝オーバーバイエルン
1942年6月23日からは重度の脳卒中になり、ほとんど活動できなくなったミュンヘン＝オーバーバイエルン大管区指導者アドルフ・ヴァグナーの政務代行を務めた。またヴァグナーが務めていたバイエルン州内相及び教育文化相の職務も代行した。同時にミュンヘン＝オーバーバイエルン大管区の大管区労働配置管理官、大管区住宅委員も兼務。バイエルン州首相であるルートヴィヒ・ジーヴェルトが死去すると、11月2日に州首相及び財務相、経済相の座を引き継いだ。また16日には南ヴェストファーレンとミュンヘン＝オーバーバイエルンの国防管理官に任命された。
1943年1月13日にミュンヘン大学創設470周年記念演説を学生及び教授陣を前にして行ったが、それが原因で暴動が起きた。6月18日に南ヴェストファーレンの大管区指導者と国防管理官の地位をアルベルト・ホフマンと交代した。
1944年4月12日にアドルフ・ヴァグナーが死去すると、正式にミュンヘン＝オーバーバイエルン大管区指導者に就任。またミュンヘン＝オーバーバイエルン、シュヴァーベン、オーバードナウ、ザルツブルクの大管区を管轄する南部国防管理官に任命された。9月25日からは国民突撃隊ミュンヘン＝オーバーバイエルン指導者に任命された。1945年3月にアメリカ軍が近づくとダッハウ強制収容所にいる収容者の殺害を計画し、拒否した「南」親衛隊及び警察高級指導者のフリードリヒ・カール・フォン・エーベルシュタインを党官房長マルティン・ボルマンの命令で「敗北主義者」として全官位を剥奪した。4月27日に起こったバイエルン自由行動の反乱を親衛隊の力を借りて鎮圧。この時に反乱に加わった市民がヴェアヴォルフによって殺害される「ペンツベルクの殺戮の夜」事件が起こった。同日ミュンヘンから逃亡。ヒトラーの遺書においては内務大臣に内定された。

### 最期
1945年4月30日に妻と共にベルヒテスガーデンに移り、5月8日に妻と母親ともに自殺した。

## キャリア

### 階級[10]
- （日時不明）予備役少尉
- 1931年9月15日 突撃隊少佐
- 1932年9月9日 突撃隊大佐
- 1933年11月15日 突撃隊上級大佐
- 1934年4月20日 突撃隊少将
- 1937年11月9日 突撃隊中将
- 1940年 予備役大尉
- 1943年1月30日 突撃隊大将

### 受章[9]
- 鉄十字勲章
  - 二級鉄十字章
    - 二級鉄十字章略章（1939年10月）

  - 一級鉄十字章
- 戦功十字章
  - 二級剣付戦功十字章
  - 一級剣付戦功十字章
- 戦傷章
  - 銀章（1940年）
- 名誉十字章前線戦士章（1934年）
- 金枠党員章（1934年）
- 金枠ヒトラー・ユーゲント名誉章
- 勤続章（ドイツ語版）
  - ナチ党勤続章
    - 銅章
    - 銀章
- ブラウンシュヴァイク突撃隊集会章
- 突撃隊名誉短剣（1934年）
- 古参闘士名誉章（突撃隊、1934年）